# Congresul Europei

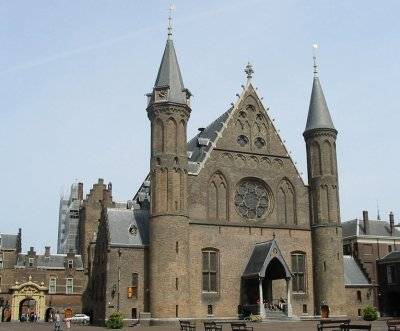
Clădirea Ridderzaal din complexul Binnenhof din Haga

Congresul Europei (cunoscut și sub denumirea de Congresul de la Haga) este o întrunire care a avut loc la Haga în intervalul 7 - 11 mai 1948, data fiind aleasă astfel încât să coincidă cu aniversarea a trei ani de la semnarea armistițiului pentru terminarea celui de al doilea război mondial în Europa. Congresul avea drept scop discutarea modalităților de unificare a Europei și a constituit primul pas al procesului care a dus la formarea Uniunii Europene

## Premizele Unificării Europene

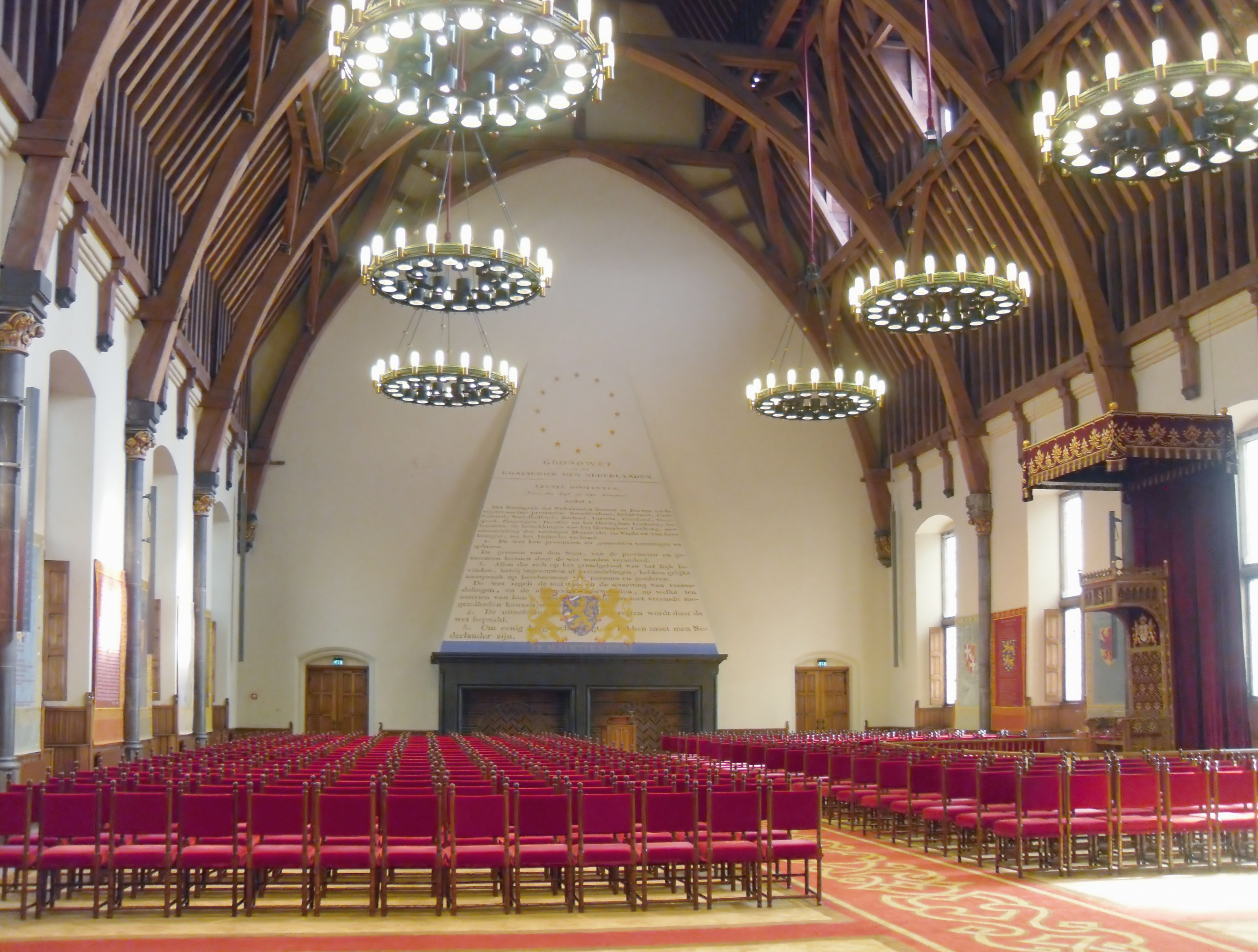
Ridderzaal (Sala Cavalerilor) unde au avut loc lucrările Congresului Europei

Mișcările pentru unificarea continentului european au început după primul război mondial. În 1922, contele Richard Nikolaus de Coudenhove-Kalergi din Austria a înființat "Uniunea Paneuropeană" (Die Paneuropa-Union), cea mai veche mișcare având drept obiect unitatea europeană. Președinte de onoare al Uniunii era Aristide Briand, iar președinții ei au fost întâi Coudenhove-Kalergi și apoi principele Otto von Habsburg. Printre membrii ei se numărau Albert Einstein, Thomas Mann, Franz Werfel, Konrad Adenauer și Bruno Kreisky. În perioada celui de al treilea Reich Uniunea Pan-Europeană a fost interzisă. Atât Coudenhove-Kalergi cât și Otto von Habsburg au fost nevoiți să emigreze în Statele Unite. Reînființată după cel de al doilea război mondial, Uniunea, care există și în prezent, a fost activă în toate acțiunile legate de unificarea Europei.
În perioada care a urmat celui de al doilea război mondial diferiți oameni de stat din Europa au arătat un interes sporit pentru găsirea unor căi de a preveni repetarea unor asemnea conflicte prin realizarea unei unități între statele europene. 
La 19 septembrie 1946, Winston Churchill a rostit discursul, rămas celebru, de la Școala Politehnică Confederală din Zürich (Eidgenossische Technische Hochschule - ETH) în care propunea crearea Statelor Unite ale Europei.
Cu câteva zile mai târziu, la 21 septembrie 1946, a avut loc la Hertenstein, în Elveția o reuniune a reprezentanților mișcărilor federaliste europene, încheiată cu o rezoluție de aprobare a unui program de formare a unei uniuni europene  Ca urmare, în perioada 27 - 31 august 1947, s-a organizat la Montreux, Elveția, congresul de constituire a Uniunii Federaliștilor Europeni (Union of European Federalists - UEF).
În ianuarie 1947, Winston Churchill a înființat la Londra "Comitetul Provizoriu pentru Europa Unită" (Provisional United Europe Committee), format din conducători ai celor trei mari partide din Regatul Unit: conservator, liberal și laburist, precum și din cadre universitare și conducători ai organizațiilor religioase. Comitetul s-a transformat ulterior în "Mișcarea pentru Europa Unită" (United Europe Movement).
În iunie 1947, a fost înființată la Chaudfontaine în apropiere de Liège, Belgia, organizația "Noile Echipe Internaționale" (Les Nouvelles équipes internationales - NEI), de orientare democrat-creștină. Inițiativa creării acestei organizații a fost luată de Robert Bichet din Franța, și de Désiré Lamalle și Auguste de Schryver din Belgia. Inițiativa a fost susținută printre alții de Robert Schuman, Georges Bidault, Alcide De Gasperi și Konrad Adenauer. Asociația a fost concepută inițial ca un fel de organizație internațională care să reprezinte un mijloc de a se opune înaintării comunismului, fiind un fel de replică la Kominform-ul înființat de Stalin tot în 1947. În scurtă vreme însă organizația a ajuns la concluzia că cea mai eficientă soluție pentru a se opune blocului sovietic și pentru a apăra valorile creștine ale Europei occidentale în contextul războiului rece o constituie unitatea europeană. NEI ajunge astfel una din principalele organizații care activează în direcția unificării Europei.
La rândul lor, în cadrul unei conferințe convocate la Londra de către Partidul Laburist al Regatului Unit, în 22-23 februarie 1947, partidele socialiste au format o organizație denumită "Mișcarea Socialistă pentru Statele Unite ale Europei" (Mouvement Socialiste pour les Etats-Unis d'Europe - MSEUE). Organizația avea sediul la Paris.
O primă încercare de coordonare a activităților tuturor acestor organizații, a avut loc la Paris, în 17 iulie 1947. Ea a fost urmată de o a doua reuniune, la 10 noiembrie 1947, când a fost înființat un comitet de coordonare în care participau reprezentanți ai tuturor acestor organizații. Comitetul, intitulat "Comitetul internațional de coordonare a miscărilor pentru unitatea europeană" ("Comité international de coordination des mouvements pour l'unité européenne") avea rolul de a organiza Congresul Europei, la care urmau să participe personalitățile care militau pentru ideea unei Europe unite.

## Participanți
La congres au participat între 750-800 de delegați din țările europene precum și observatori din Statele Unite ale Americii și Canada. Delegații erau persoane politice, intelectuali și reprezentanți ai mișcărilor muncitorești, reprezentând principalele țări occidentale, printre care Regatul Unit, Franța, Italia, Elveția, Belgia, Țările de Jos, Spania, Danemarca, Suedia și Norvegia. De asemenea au participat reprezentanți ai Germaniei, care la acea dată se mai afla sub regimul de ocupație de către Forțele Aliate și politicienii anti-comuniști din țările Europei de Est de sub dominație sovietică: România, Polonia, Cehoslovacia, Ungaria și Iugoslavia
Dintre participanți se menționează :
- Konrad Adenauer - Germania (primarul orașului Köln)
- Raymond Aron - Franța (socioloc și politolog)
- Robert Aron - Franța (scriitor și istoric)
- Wilhelmus Johannes Asselbergs   Țările de Jos (poet, essaist și scriitor, mai cunoscut cu pseudonimul Anton van Duinkerken)
- Isaac Leslie Lord Hore-Belisha - Regatul Unit (membru al parlamentului)
- Luciano Bolis - Italia (scriitor)
- Hendrik Brugmans - Țările de Jos (profesor la Universitatea din Amsterdam)
- Winston Churchill - Regatul Unit (fost prim-ministru)
- Nicolae Caranfil - România (fost ministru al aerului)
- Albert Coppé - Belgia (politician și economist, membru al partidului creștin-democrat flamand)
- Richard Nikolaus de Coudenhove-Kalergi - Austria (președintele Uniunii Paneuropene)
- Édouard Daladier - Franța (fost prim-ministru)
- Alcide De Gasperi - Italia (prim-ministru în exercițiu)
- Salvador de Madariaga - Spania (diplomat și scriitor)

Nicolae Caranfil, membru al delegaţiei române

- Anthony Eden - Regatul Unit (fost ministru de externe)
- Edgar Faure - Franța (membru al parlamentului)
- Mihail Fărcășanu - România (președinte al tineretului liberal)
- Grigore Gafencu - România (fost ministru de externe)
- Aldo Garosci - Italia (politician, membru al Partidului Acțiunii)
- Enzo Giacchiero - Italia (politician, membru al Partidului Democrației Naționale)
- Pilet Golaz - Elveția (fost președinte al Confederației Elvețiene)
- Walter Hallstein - Germania (profesor la universitatea din Frankfurt-am-Main)
- Julien Hoste - Belgia (fost ministru)
- Claude-Marcel Hytte - Franța (directorul revistei "La République moderne")
- Petrus Adrianus Kerstens - Țările de Jos (fost ministru în guvernul în exil al Țărilor de Jos)
- Henri Koch - Luxemburg (secretar general adjunct al guvernului)

Edouard Daladier, membru al delegaţiei franceze

- Alexandre Marc - Franța (filozof și scriitor)
- Harold Macmillan - Regatul Unit (fost ministru al aerului, membru al parlamentului)
- François Mitterrand - Franța (ministru al foștilor combatanți)
- Jean Monnet - Franța (fost membru al Comitetului Francez de Eliberare Națională)
- Arnulf Øverland - Norvegia (scriitor)
- Adriano Olivetti - Italia (președintele companiei Olivetti)
- Salvatore Quasimodo - Italia (poet și scriitor)
- Paul Ramadier - Franța (fost prim-ministru)
- William Emmanuel Rappard - Elveția (profesor de istorie economică la Universitatea din Geneva)
- Józef Hieronim Retinger - Polonia (fost consilier al generalului Władysław Sikorski, conducătorul guvernului polonez în exil)
- Paul Reynaud - Franța (fost prim-ministru)
- Raymond Rifflet - Belgia (politician, membru al Partidului Socialist)
- Ernesto Rossi - Italia (politician, membru al Partidului Acțiunii)
- Denis de Rougemont - Elveția (scriitor)
- Bertrand Russell - Regatul Unit (filozof, matematician și istoric)
- Duncan Sandys - Regatul Unit (fost ministru)
- Ignacio Silone - (scriitor)
- Altiero Spinelli - Italia (politician italian
- Ursula Spinelli - Italia (născută Ursula Hirschmann, politiciană social-democrată germană, soția lui Altiero Spinelli)
- Pierre-Henri Teigen - Franța (ministru al forțelor armate)
- Walter Thomas, Lord Layton - Regatul Unit (fost ministru al aprovizionării)
- Giuseppe Ungaretti - Italia (poet)
- Guglielmo Usellini - Italia (scriitor și scenarist cinematografic)
- Paul van Zeeland - Belgia (fost prim-ministru)
- Ernst von Schenk - Elveția (jurnalist)
- André Voisin - Franța (biochimist)
- Iancu Zissu - România (reprezentant al Partidului Social-Democrat)

Delegația cea mai numeroasă a fost cea a Regatului Unit care cuprindea 144 de participanți. România era reprezentată de o delegație condusă de Grigore Gafencu din care mai făceau parte Nicolae Caranfil, Mihail Fărcășanu și Iancu Zissu.
Congresul a reunit cele mai reprezentative personalități europene ale vremii. Există puține reuniuni care să fi reușit să asigure o asemenea participare.
Deoarece mișcarea de uniune europeană nu era bine văzută de Uniunea Sovietică, au lipsit reprezentanți ai partidelor comuniste, cu excepția scriitorului Salvatore Quasimodo, membru al Partidului Comunist Italian. De asemenea, 40 de deputați laburiști din Regatul Unit au renunțat să mai participe, ca urmare a unei interdicții a conducerii partidului lor, Clement Attlee președintele partidului laburist fiind cu totul împotriva ideii unei Uniuni Europene.

## Desfășurarea lucrărilor congresului
Lucrările au avut loc în "Sala Cavalerilor" ("Ridderzaal") din complexul palatului regal "Binnenhof" din Haga fiind patronate de regenta Țărilor de Jos (viitoarea regină) Juliana și de principele Bernhard. În sala gotică era arborat un uriaș steag cu litera "E" în roșu pe un fond alb, în acea vreme simbolul comun al tuturor mișcărilor pentru unitatea europeană. La tribuna ornamentată în purpură și aur a luat loc pe lângă suveranii Țărilor de Jos și Winston Churchill care fusese ales președinte de onoare al congresului..
Important pentru congres era atmosfera extraordinară în care s-a desfășurat congresul, convingerea tuturor participanților în necesitatea unei unități europene. Reamintindu-și de lucrările congresului, Henri Brugmans va sublinia:
 "Elementul sprecific al acelei perioade l-a constituit atmosfera de bucurie, creatoare, aproape revoluționară a congresului... Nu s-a mai regăsit niciodată după aceea, spiritul de entuziasm și de dăruire care domina în mai 1948 ... Mișcarea europeană nu mai făcut niciodată, în perioadele următoare, dovada unei asemenea vigori, a unei asemenea dorințe de a reuși". 
Lucrările congresului au avut loc în ședințe plenare, prezidate de Anthony Eden și Paul van Zeeland. În discuțiile din ședințele plenare ale congresului au ieșit în evidență două puncte de vedere diferite, fiecare dintre ele fiind susținut cu vehemență de participanții la discuții:
- Grupul unioniștilor, preconiza crearea unei Uniuni Europene, în cadrul căreia statele participante să-și păstreze integral suveranitatea, uniune ale cărei funcțiuni principale ar consta în cooperarea economică și întărirea capacității de apărare a țărilor occidentale în perioada "războiului rece" care începea să se definească.

- Grupul federaliștilor, dorea să înainteze mai rapid și cerea un transfer parțial al suveranității țărilor participante, prin formarea unei federații europene, pe principiul adoptat în Statele Unite ale Americii.

În general, reprezentanții Franței, Belgiei, Italiei și Țărilor de Jos, precum și majoritatea reprezentanților organizațiilor sindicale preferau teza federală. Reprezentanții Regatului Unit și cei ai țărilor scandinave erau favorabili unei apropieri care să fie dirijate de guverne și parlamentele țărilor participante.
Discuțiile dintre cele două grupuri au fost uneori extrem de aprinse.
Pe lângă discuțiile de ordin general din ședințele plenare, s-au mai analizat diferite acțiuni specifice în cadrul a trei comisii de specialitate.
Comisia economică și socială a recomandat măsuri pentru eliminarea progresivă a restricțiilor referitoare la schimbul de mărfuri, convertibilitatea valutelor diferitelor țări, planificarea resurselor, mobilitatea forței de muncă, coordonarea politicilor economice ale țărilor participante și eliminarea șomajului.
Comisia politică s-a concentrat asupra înființării unei Adunări Europene, alese prin sufragiu universal. Comisia s-a declarat în favoarea cedării unei părți a suveranității țărilor europene individuale, prin vărsarea unei părți a resurselor fiecărei țări într-un fond comunitar. În plus, comisia a recomandat ca Europa Unită să fie deschisă și către Germania. Paul Reynaud a propus organizarea unei "Adunări Constituante Europene", alese prin vot direct, propunere care nu a fost reținută în concluzii.
Comisia culturală s-a preocupat în primul rând de "Carta Drepturilor Fundamentale" a cărei adoptare de către toate statele europene era de o importanță deosebită. În plus, ea a recomandat înființarea mai multor organisme comunitare printre care "Curtea Supremă Europeană de Justiție", "Centrul European pentru Problemele Copiilor și Tineretului" și altele. Reprezentantul Spaniei, Salvador de Madariaga a propus înființarea unui "Colegiu al Europei", unde absolvenții universităților din țări care până de curând se înfruntaseră în război, puteau trăi și învăța împreună.
De o mare importanță au fost, pe lângă discuțiile din diferitele ședințe, și contactele directe dintre diferiții participanți.
Congresul Europei era prima reuniune importantă de după cel de al doilea război mondial la care participa și o delegație a Germaniei. Deși erau persoane care nu avuseseră prilejul să cunoască pe mulți dintre ceilalți participanți, delegații germani au căutat, prin contacte directe, să demonstreze că Germania se angajase pe un drum nou și că intenționa să-și aducă contribuția la realizarea unei Europe Unite. În amintirile sale, Hendrik Brugmann menționează "Exista o delegație germană importantă condusă de Dr. Adenauer. Membrii ei au participat cu discreție la dezbateri, dar însăși prezența delegației era simbolul unei noi ere." 
Delegația română precum și alte delegații ale țărilor din Europa de Est, au căutat să atragă atenția asupra situației țărilor din zona ocupată de Uniunea Sovietică. Congresul nu fixa însă limite și în principiu nu interzicea niciunei țări să participe la unificarea Europei. Deși eforturile delegației române au fost apreciate  raportul final al congresului nu a făcut referiri la diviziunea dintre Est și Vest.

## Concluziile congresului
Cu toate că majoritatea delegațiilor a susținut punctul de vedere federalist, concluziile congresului au căutat să prezinte un compromis acceptabil ambelor părți. Compromisul era necesar deoarece pe de o parte delegația Regatului Unit se opunea ferm tezelor federaliste, iar pe de altă parte toți participanții erau de acord că niciun proiect de uniune europeană nu putea avea valoare practică fără o participare britanică. În plus, toți delegații erau conștienți că unificarea totală a Europei nu putea fi realizată decât în etape progresive. În cele din urmă partizanii unei "Europe Unite" au obținut satisfacție în definirea obiectivelor imediate, pe când punctul de vedere federalist era reflectat în special în obiectivele pe termen lung.

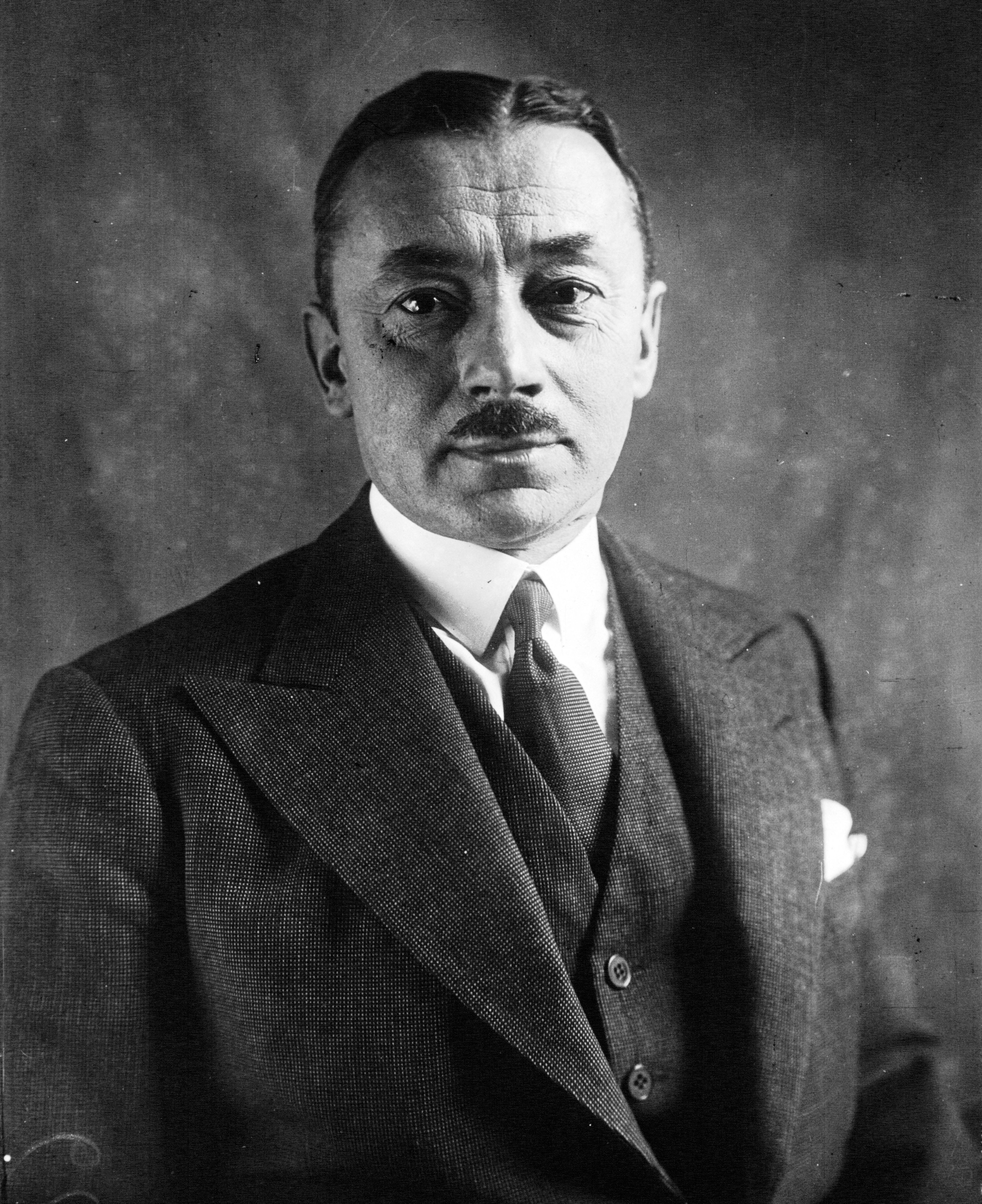
Paul Reynaud, membru al delegaţiei franceze

Pentru a-i satisface pe federaliști, congresul recomanda studierea, în etape mai îndepărtate, a unor măsuri suplimentare printre care definirea unei cetățenii europene unice, crearea unei forțe armate europene, alegerea unui parlament european cu competențe legislative și altele.
Cu toate acestea unii federaliști s-au plâns că unioniștii își impuseseră punctul de vedere. Astfel Denis de Rougemont declara mai târziu:
 "Stăpânii Congresului i-au retras poporului european dreptul la cuvânt, transferând acest drept miniștrilor diferitelor țări. S-a putut constata modul în care aceștia au făcut uz de dreptul care le-a fost acordat." 
Congresul a adoptat un "Mesaj către Europeni" care cuprindea recomandările. Mesajul redactat și citit de către Denis de Rougemont în ședința de încheiere a lucrărilor care declara:

"Cu toții împreună vom putea edifica, mâine... cea mai mare formațiune politică și cel mai mare ansamblu economic al timpurilor noastre. Istoria omenirii nu a văzut niciodată o adunare mai puternică de oameni liberi. Niciodadă războiul, teama și mizeria nu au fost ținute în frâu de un adversar mai formidabil".

În mesajul final, se face un apel pentru aducerea la îndeplinire, într-o primă etapă, a următoarelor deziderate:
- luarea măsurilor pentru integrarea a economiilor țărilor participante, recomandate de comisia economică;
- crearea unei adunări europene alese prin sufragiu universal;
- deschiderea Europei unite către Germania;
- adoptarea unei carte a drepturilor fundamentale;
- înființarea unei curți supreme de justiție;
- înființarea unui centru cultural european pentru copii și tineret.

## Urmări
Ca urmare a lucrărilor congresului, în 1949 a fost înființat Consiliul Europei, proces care a necesitat mai multe etape:
- 25 octombrie 1948: transformarea "Comitetul internațional de coordonare a miscărilor pentru unitatea europeană", care organizase Congresul de la Haga, în Comitetul de legătură pentru organizarea Mișcării Europene.
- 25-28 februarie 1949: organizarea la Bruxelles a congresului fondator al Mișcării Europene, federație a diferitor asociații neguvernamentale care aveau ca obiectiv construcția unei Europe unite. Organizația își propunea să studieze problemele politice, economice, tehnice și culturale pe care le punea unirea Europei. De asemenea, organizația intenționa să informeze și să mobilizeze opinia publică în favoarea construcției europene. Având sediul la Bruxelles, organizația există și în prezent Cele șase asociații fondatoare au fost:
  - Liga Europeană pentru Cooperare Economică (Ligue européenne de coopération économique - LECE),
  - Mișcarea Liberală pentru o Europă Unită (Mouvement libéral pour l'Europe unie - MLEU),
  - Mișcarea Socialistă pentru Statele Unite ale Europei (Mouvement Socialiste pour les États-Unis d'Europe - MSEUE),
  - Noile Echipe Internaționale (Nouvelles équipes internationales - NEI),
  - Uniunea Europeană a Federaliștilor (Union of European Federalists - UEF)
  - Centrul de Acțiune Federalistă (Centre d'action fédéraliste - CAF).[13]
- 5 mai 1949 : semnarea Tratatului de la Londra de către Belgia, Danemarca, Franța, Irlanda, Italia, Luxemburg, Norvegia, Regatul Unit, Suedia și Țările de Jos pentru înființarea Consiliului Europei.

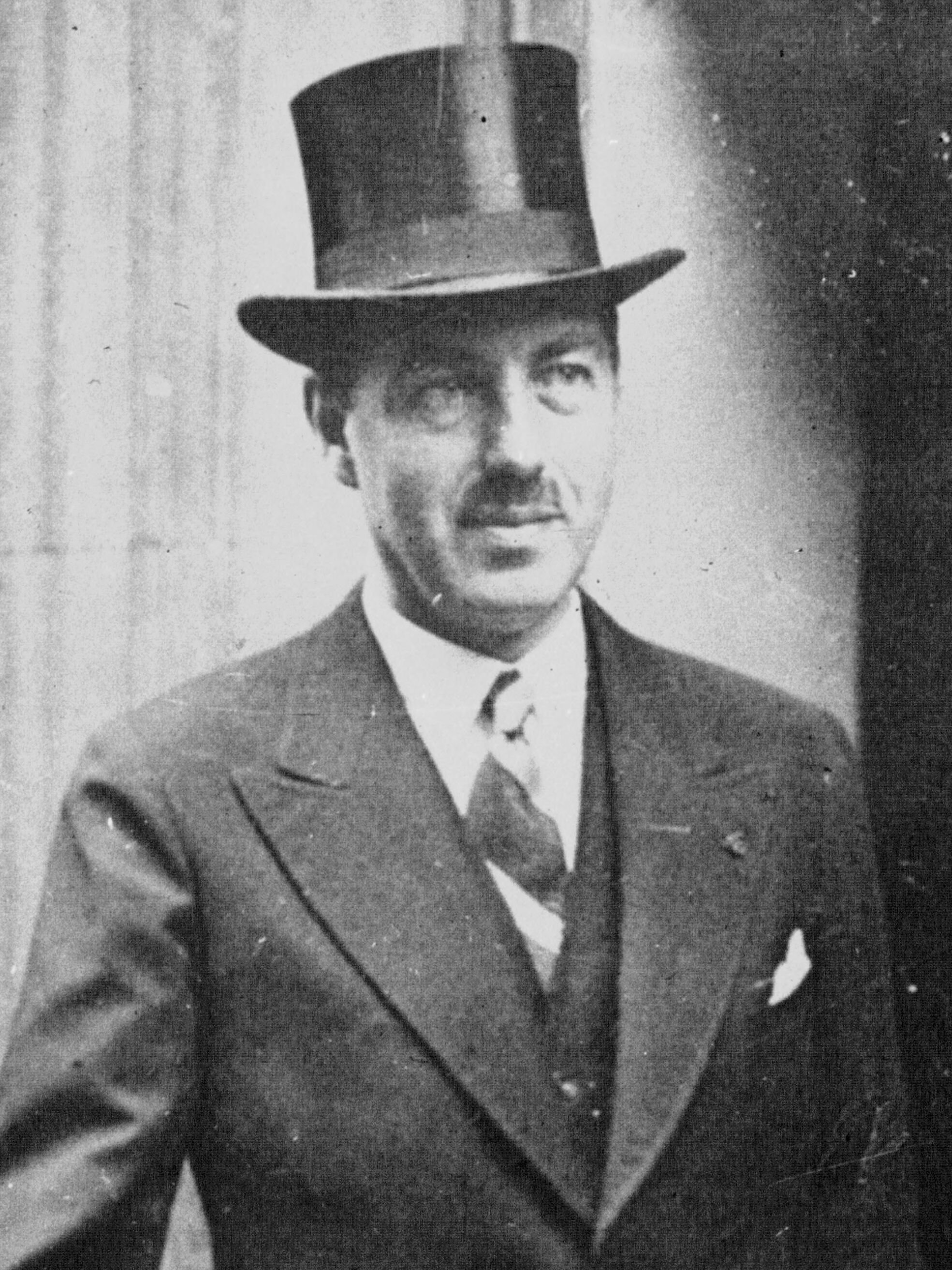
Paul van Zeeland, membru al delegaţiei Belgiei

În anii următori au mai fost înființate și alte organisme recomandate de Congresul Europei:
- 10 august 1949: Are loc prima reuniune a Adunarea Consultativă a Consiliului Europei, înființată și ea prin Tratatul de la Londra care prevedea că Adunarea era organul deliberativ al Consiliului Europei. Adunarea a fost transformată ulterior, din 1974, în Adunarea Parlamentară a Consiliului Europei. De regulă, Adunarea se întrunește de patru ori pe ani pentru o durată de o săptămână, la Strasbourg.

- 1949: Se înființează Colegiul Europei, o instituție europeană pentru studii post-universitare. Orașul Bruges, Belgia a fost ales ca sediu al colegiului, în urma eforturilor unui grup de locuitori ai orașului, condus de preotul capucin Karel Verleye. Profesorul Hendrik Brugmans, care participase la Congresul Europei a devenit primul rector al colegiului, funcție pe care a avut-o până în 1972.[14]

- 7 octombrie 1950: Se înființează, din inițiativa lui Denis de Rougemont, Centrul European al Culturii cu sediul la Geneva, Elveția. Misiunea centrului era de a contribui la unificarea Europei prin atragerea forțelor culturale ale popoarelor europene oferindu-le un loc de întâlnire, instrumente de coordonare a acțiunilor lor și un loc pentru studii și pentru identificarea de inițiative.[15]

- 4 noiembrie 1950: Se semnează la Roma Convenția pentru Protecția Drepturilor Omului și Libertăților Fundamentale care a intrat în vigoare la 3 septembrie 1953. Urmărirea respectării prevederilor acestei convenții revenea următoarelor organisme:
  - Comisia Europeană a Drepturilor Omului, înființată în 1954
  - Curtea Europeană a Drepturilor Omului, înființată în 1959
  - Comitetului Miniștrilor Consiliului Europei, compus din miniștrii de externe ai statelor membre sau din reprezentanții lor.[16]

- 29 septembrie 1954: Se semnează convenția de înființare a Consiliului European de Cercetări Nucleare (Conseil européen de recherche nucléaire - CERN).

Niciunul din aceste organisme nu este legat de Uniunea Europeană.